# Human Pathology
Human Pathology è una rivista medica mensile sottoposta a revisione paritaria che tratta di patologia umana. Fondata nel 1970, è pubblicata dalla Saunders Publishing. La caporedattrice è la dottoressa Lori Erickson. Secondo il Journal Citation Reports, nel 2016 la rivista ha ricevuto un fattore di impatto pari a 3,014.

## Articoli notevoli
Esempi derivati da Wikipedia
- Yuan Miao, Shimin Hu e Xinyan Lu, Double-hit follicular lymphoma with MYC and BCL2 translocations: a study of 7 cases with a review of literature, in Human Pathology, vol. 58, 12 2016,  pp. 72–77, DOI:10.1016/j.humpath.2016.07.025. URL consultato il 16 luglio 2019. (dieta Budwig)
- Delmonico L, dos Santos Moreira A, Franco MF, Esteves EB, Scherrer L, Gallo CV, do Nascimento CM, Ornellas MH, de Azevedo CM, Alves G, CDKN2A (p14(ARF)/p16(INK4a)) and ATM promoter methylation in patients with impalpable breast lesions, in Human Pathology, vol. 46, n. 10, ottobre 2015,  pp. 1540–7, DOI:10.1016/j.humpath.2015.06.016, PMID 26255234. (serina/treonina protein-chinasi ATM)
- Samuel A. Yousem, Frank Schneider, David Bi, Chester V. Oddis, Kevin Gibson e Rohit Aggarwal, The pulmonary histopathologic manifestations of the anti-PL7/antithreonyl transfer RNA synthetase syndrome, in Human Pathology, vol. 45, n. 6, 2014,  pp. 1199–1204, DOI:10.1016/j.humpath.2014.01.018, ISSN 0046-8177 (WC · ACNP). (sindrome da anticorpi antisintetasi)